# Hertha Ehlert

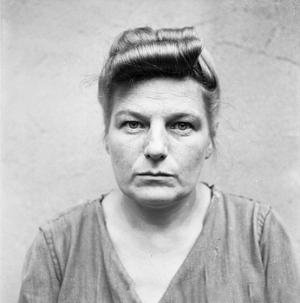
Hertha Ehlert im August 1945

Hertha Ehlert (* 26. März 1905 in Berlin als Hertha Liess; † 4. April 1997) war eine deutsche Aufseherin in Konzentrationslagern, die als Kriegsverbrecherin im Bergen-Belsen-Prozess zu einer Haftstrafe verurteilt wurde.

## Biografie
Ehlert war Verkäuferin in einer Bäckerei, bevor sie durch die Vermittlung des Arbeitsamtes am 15. November 1939 zur Ausbildung als Aufseherin in das KZ Ravensbrück gelangte. Dort war sie unter anderem als Leiterin von Außenkommandos eingesetzt. Anfang 1943 wurde sie in das KZ Majdanek versetzt und von dort im Frühjahr 1944 in das KZ Plaszow. Ab November 1944 war sie im KZ Auschwitz im Nebenlager Rajsko als Aufseherin im Gartenkommando tätig. Im Zuge der Evakuierung verließ Ehlert das KZ Auschwitz am 18. Januar 1945 und gelangte mit einem Evakuierungstransport Anfang Februar 1945 in das KZ Bergen-Belsen.
Am 15. April 1945 wurde das KZ Bergen-Belsen durch britische Truppen befreit, die dort über 10.000 Tote und etwa 60.000 Überlebende vorfanden. Das SS-Lagerpersonal wurde dazu verpflichtet, alle Leichen abzutransportieren und in Massengräbern zu bestatten.
Danach wurde Ehlert festgenommen, ins Gefängnis Celle verbracht und durch britische Militärangehörige verhört. Im Bergen-Belsen-Prozess (17. September bis 17. November 1945) wurde sie wegen ihrer im KZ Auschwitz und Bergen-Belsen begangenen Verbrechen angeklagt, die sich auf Zeugenaussagen stützten. Während des Prozesses sagten auch die Schwestern Inga und Jutta Madlung als Entlastungszeuginnen für Ehlert aus. Jutta Madlung war vom 8. September 1942 bis zum 13. August 1943 Häftling im KZ Ravensbrück aufgrund des Erzählens politischer Witze, des Hörens englischer Schallplatten und der Freundschaft zu einer Jüdin. Zusammen mit ihrer Schwester war sie in dem Arbeitskommando von Ehlert im Siemenslager Ravensbrück und schilderte vor Gericht, dass Ehlert sich den Häftlingen gegenüber wohlwollend und hilfegebend verhalten hätte. Ehlert soll Jutta Madlungs Aussage nach keine Häftlinge geschlagen haben und unter den Aufseherinnen eine positive Ausnahme dargestellt haben.

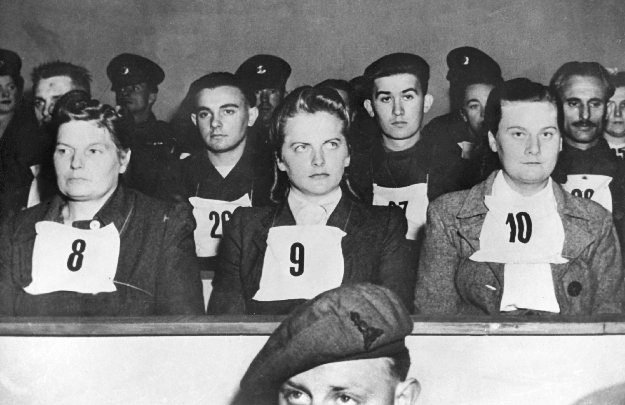
8: Hertha Ehlert, 9: Irma Grese, 10: Ilse Lothe, Bergen-Belsen-Prozess (1945)

Ehlert plädierte zu Verhandlungsbeginn wie alle Angeklagten auf „nicht schuldig“. Sie wurde am 17. November 1945 wegen Beihilfe zum Totschlag schuldig gesprochen und zu 15 Jahren Haftstrafe verurteilt, wobei sie im Anklagepunkt Auschwitz freigesprochen wurde. Am 7. Mai 1953 wurde sie vorzeitig aus der Haft in der Justizvollzugsanstalt Werl entlassen. Anschließend kam sie am 8. Mai 1953 kurzzeitig in die Rehabilitationseinrichtung Fischerhof in Uelzen. Dort wurde sie von Savitri Devi besucht, mit der sie sich bereits im Februar 1949 in der Justizvollzugsanstalt Werl angefreundet hatte. Ehlert bekam nach ihrer Entlassung von der Bundesrepublik Heimkehrerentschädigung.
1972 nahm das Landgericht Frankfurt a. M. erneut Ermittlungen gegen Ehlert auf, die 1974 mit der Begründung eingestellt wurden, es bestehe „kein genügender Anlass zur öffentlichen Klage.“
Nach der ersten geschiedenen Ehe heiratete sie erneut, nahm den Namen Naumann an und lebte in Bad Homburg.